# Juego simple
En teoría de juegos, más específicamente en teoría de juegos cooperativos, un juego simple está conformado por un conjunto finito de jugadores, y un conjunto de coaliciones ganadoras.
Formalmente, corresponde a un par (N, W), donde N es el conjunto de jugadores y W ⊆ P(N) (con P(N) el conjunto potencia de N) son las coaliciones ganadoras; además, N∈W, Ø∉W y debe cumplirse la propiedad de monotonía: si S∈W y S⊆R⊆N, entonces R∈W. Si una coalición no es ganadora, entonces es perdedora, denotada como L. Por lo tanto, L=P(N)/W.
Debido a la propiedad de monotonía, un juego simple se puede definir sin ambigüedad a través de los siguientes conjuntos de coaliciones:
- Conjunto de coaliciones ganadoras minimales Wm, esto es, las coaliciones ganadoras tales que quitando cualquier jugador pasan a ser perdedoras.
- Conjunto de coaliciones perdedoras maximales LM, esto es, las coaliciones perdedoras tales que añadiendo cualquier jugador pasan a ser ganadoras.

Un pre-juego (pre-game, en inglés) es un juego simple que no cumple necesariamente con la condición de monotonía; es decir, es un juego simple con ausencia de una o más coaliciones ganadoras o perdedoras.